# Mahindra Racing
Mahindra Racing – indyjski zespół wyścigowy, ścigający się w wyścigach samochodowych i motocyklowych. Pierwszy zespół z Indii, który wziął udział w Motocyklowych Mistrzostwach Świata, a dokładnie w kategorii Moto3. Mahindra zadebiutowała w 2011 roku (kategoria 125cm3), w 2012 dołączyła do Mistrzostw Włoch (CIV), gdzie zwyciężyła w klasyfikacji konstruktorów. W 2012 i 2013 kontynuowali starty w Moto3, równocześnie walczyli w tej samej klasie w CIV.
Zespół jest własnością Mahindra & Mahindra Limited, indyjskiej spółki produkującej samochody.

## Motocyklowe Mistrzostwa Świata

### 2011
Pierwszy sezon Mahindra rozpoczęła w nieistniejącej już kategorii 125cm3, zawodnikami zespołu byli Brytyjczyk, Danny Webb i Niemiec, Marcel Schrötter, ekipie udało się nawet zdobyć pole position podczas ostatniej rundy w Walencji, jednak ani razu nie stanęli na podium wyścigu (najwyższa lokatą było 9 miejsce Webba w Holandii).
Przystępując do sezonu, Hindusi zdecydowali się wykupić włoską firmę Engines Engineering z siedzibą w Bolonii, niedaleko innej, znanej marki, Ducati, stało się tak, ponieważ Mahindra nie miała żadnego doświadczenia w budowaniu motocykli wyścigowych, to zadanie zlecono właśnie Włochom, którzy posiadali całą potrzebną infrastrukturę m.in. własny tunel aerodynamiczny.

### 2012
Po niezłym debiucie, przyszedł czas na nowy rozdział i klasę Moto3, tam Mahindra zaprezentowała swoje nowe dziecko, MGP30. Konstrukcja zawierała m.in.: stalową ramę kratownicową, aluminiowy wahacz, czterosuwowy, jednocylindrowy silnik chłodzony cieczą (zbudowany we współpracy z Engines Engineering i Oral Engineering).
Przez pierwsze osiem rund z zespołem ścigali się Webb i Schrotter, potem Niemca zastąpił Włoch, Ricardo Moretti, który przeniósł się z pucharu CIV. Drugi rok był zdecydowanie gorszy dla ekipy z Indii, zgromadzili oni jedynie 4 punkty, to sprawiło, że jeszcze w sierpniu tego samego sezonu podpisali kontrakt z firmą Suter Racing Technology, aby ci pomogli przeprojektować model MGP30, który miał wystartować w 2013. Oprócz tego, firma postanowiła wymienić zawodników zatrudniając doświadczonego Hiszpana, Efrena Vazqueza i młodego, obiecującego Portugalczyka, Miguela Oliveirę.

### 2013

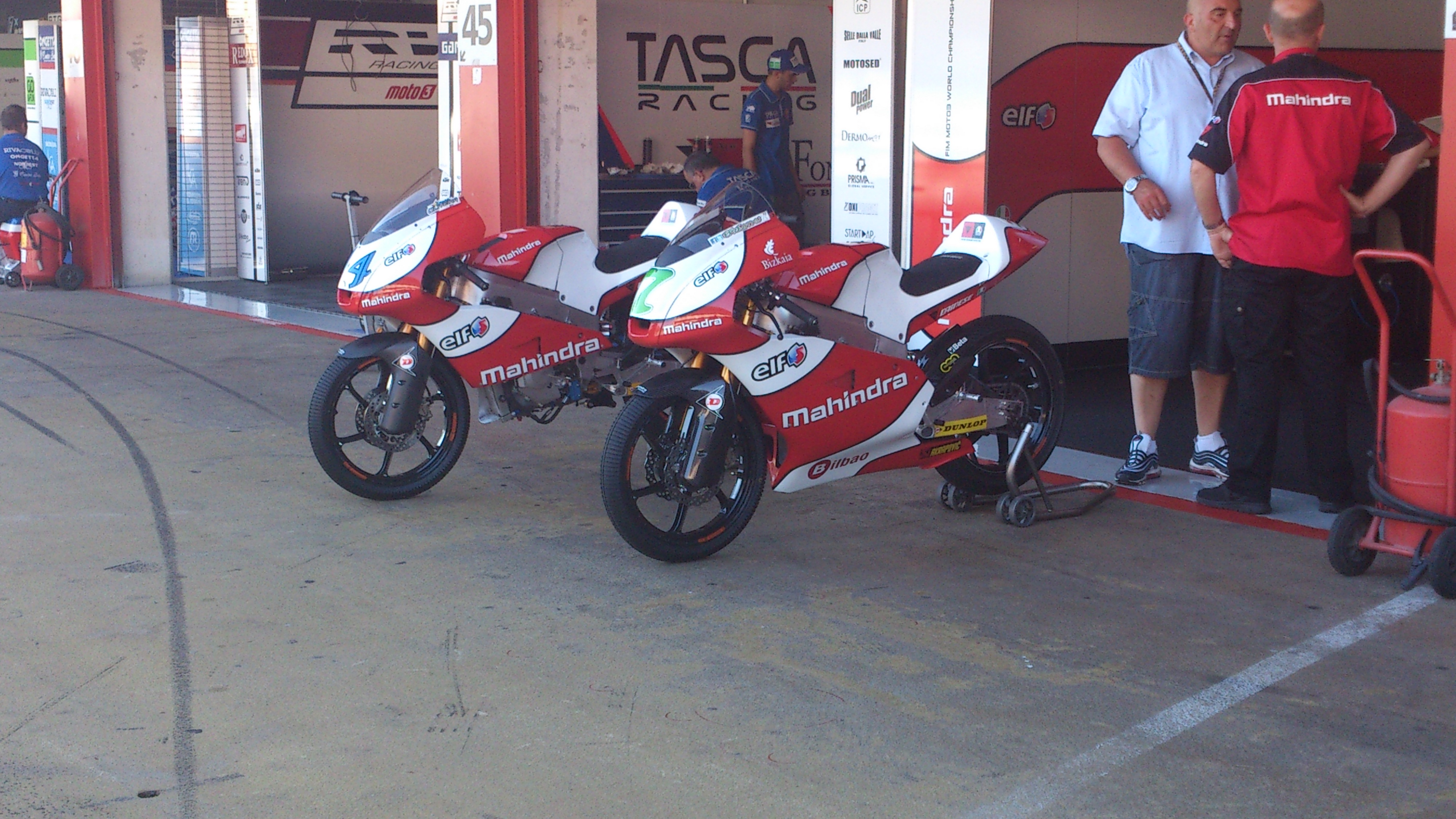
Mahindra MGP30 2013

Ewolucja w kadrach i budowie maszyny pomogła, zawodnicy Mahindry byli w stanie walczyć o najwyższe cele w poszczególnych wyścigach, czego dowodem było jedno podium Oliveiry podczas Grand Prix Malezji (3 miejsce), wiele razy też zajmował on 4 miejsca, do końca walcząc z czołową trójką o "pudło", Vazquez natomiast radził sobie trochę gorzej, jednak często i tak punktował w pierwszej dziesiątce, pokonując przy tym swojego team partnera.
MGP30 z 2013 był konstrukcją znacznie lepszą od swojego poprzednika, skorzystano z doświadczenia Eskila Sutera, który przez wiele lat zajmował się m.in. wyrabianiem i dostarczaniem ram dla motocykli MMŚ, poprawiono też jednostkę napędową. Warto też dodać, że od następnego sezonu Mahindra sprzedawała swoje maszyny innym teamom (Ambrogio Racing, CIP Moto3 i Team Italia).

### 2014
Nie dogadano się z Vazquezem, co do przedłużenia jego umowy, zastąpił go Australijczyk, Arthur Sissis, w zespole pozostał za to Oliveira.